# ثقافة سائدة
إن الثقافة السائدة في المجتمع تشير إلى اللغة والدين والسلوك والقيم والطقوس والمعايير الاجتماعية الثابتة. وغالبًا ما تكون هذه الصفات هي المعيار الاجتماعي للمجتمع ككل. وعادة ما تكون الثقافة السائدة هي ثقافة الأغلبية ولكن ليس دائمًا، وتحقق هيمنتها من خلال التحكم في المؤسسات الاجتماعية مثل الاتصالات والمؤسسات التعليمية والتعبير الفني والقانون والعملية السياسية والأعمال التجارية. ويُستخدم المفهوم بشكل عام في الخطاب الأكاديمي في مجالات مثل علم الاجتماع وعلم الإنسان والدراسات الثقافية. وفي المجتمع المتعدد الثقافات، يتم الاحتفال بمختلف الثقافات واحترامها بنفس القدر. ويمكن تعزيز الثقافة السائدة بالتداول ومن خلال قمع الثقافات أو الثقافات الفرعية الأخرى.

## أمثلة وتطبيقات

### دراسات أمريكية أصلية
في الولايات المتحدة، غالبًا ما يتم التمييز بين الثقافة الأصلية لــ السكان الأصليين والثقافة السائدة التي يمكن وصفها بأنها ثقافة «الأنجلو» أو «البيض» أو «الطبقة الوسطى»، إلخ. ويتم اعتبار بعض الأمريكيين الأصليين على أنهم جزء من ثقافة قبيلتهم أو مجتمعهم أو عائلتهم، بينما يشاركون في الوقت نفسه في الثقافة السائدة لأمريكا ككل.

### مجموعات أمريكية أخرى
يُقال إن المجموعات العرقية وجدت في الولايات المتحدة فيما يتعلق بالثقافة السائدة، وينظر إليها عمومًا على أنها ناطقة باللغة الإنجليزية ومن أصول أوروبية ويتبعون المذهب المسيحي البروتستانتي. ويُنظر إلى الأميركيين الأسيويين واليهود والأميركيين الأفارقة واللاتينيين والصم من بين مجموعات أخرى، على أنهم يواجهون خيار المعارضة أو أن يتم معارضتهم أو استيعابهم في التبادل الثقافي (أي، الوجود جنبًا إلى جنب) أو التصرف برد فعل خلاف ذلك تجاه الثقافة السائدة.